# 740年代
| 千纪： | 1千纪                                                                                  |
| 世纪： | 7世纪 \| 8世纪 \| 9世纪                                                                |
| 年代： | 710年代 \| 720年代 \| 730年代 \| 740年代 \| 750年代 \| 760年代 \| 770年代              |
| 年份： | 740年 \| 741年 \| 742年 \| 743年 \| 744年 \| 745年 \| 746年 \| 747年 \| 748年 \| 749年 |

## 大事记
- 742年，唐朝直轄州三百二十一，邊疆羈縻州八百。
- 744年，平盧節度使安祿山入朝，命兼范陽節度使。
- 744年，李隆基喜欢其子壽王李瑁妻楊玉環，令其先出家為女道士，號太真。再潛迎入宮，宮中稱娘子。
- 744年，回纥汗国建立。
- 745年，李隆基封楊玉環為貴妃。後突厥汗国灭亡。
- 747年，中書令李林甫誣淄川太守裴敦復、北海太守李邕、隴右節度使皇甫惟明、刑部尚書韋堅、左相李適之、李適之子李霅、御史中丞楊慎矜、太府少卿張瑞等謀反，将他们杀害。
- 749年，李隆基命隴右節度使哥舒翰攻吐蕃石堡城，吐蕃守兵僅四百人，士卒數萬战死才攻陷。